# Perisesarma alberti
Perisesarma alberti is een krabbensoort uit de familie van de Sesarmidae. De wetenschappelijke naam van de soort werd in 1921 als Sesarma alberti gepubliceerd door Rathbun.